# The Rugrats Movie
The Rugrats Movie (bra: Rugrats - Os Anjinhos - O Filme ou Os Anjinhos; prt: Rugrats - O Filme) foi o primeiro filme de animação da Paramount Pictures, produzida pela Nickelodeon Movies e Klasky Csupo e lançado em 1998 nos Estados Unidos e em 1999 no Brasil e em Portugal. Foi dirigido pelo Norton Virgien e pelo Igor Kovaljov e é uma adaptação da história original de David N. Weiss. Rugrats: O Filme acabou por fazer muito mais sucesso do que o esperado, levando a Paramount a lançar uma continuação intitulada Rugrats in Paris: The Movie em 2000, traduzido em Portugal e no Brasil por Rugrats: Os Anjinhos em Paris. Foi produzida outra sequência, Rugrats Go Wild!, com a participação dos Thornberrys e lançamento previsto para 18 de junho de 2003 nos Estados Unidos e 24 de janeiro de 2004 no Brasil.